# Iglesia de San Juan (Stuttgart)
La iglesia de San Juan (en alemán: Johanneskirche) de Stuttgart es una iglesia de culto protestante de Alemania construida en estilo neogótico desde 1864 hasta 1876, por su arquitecto principal, Christian Friedrich von Leins. Se encuentra sobre una península del Feuersee (el lago de Fuego), mientras que la entrada principal y la torre marcan el inicio de la antigua calle de San Juan (Johannesstraße).
Después de ser casi destruida en la Segunda Guerra Mundial, el edificio principal de la iglesia fue reconstruido, pero las bóvedas neogóticas fueron reemplazadas por otras modernas y la torre fue intencionalmente dejada incompleta para servir como una especie de memorial de guerra.

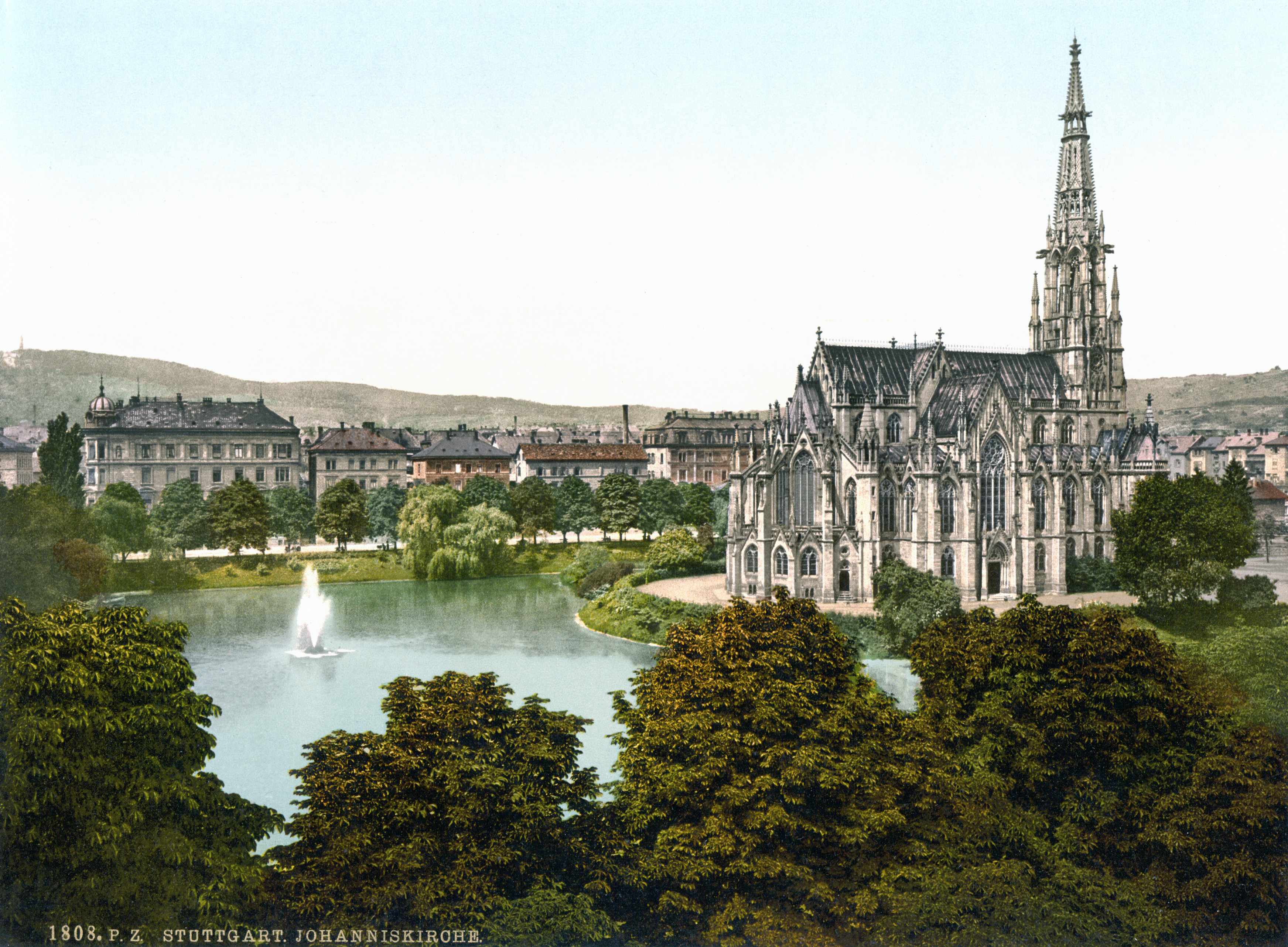
San Juan en 1900
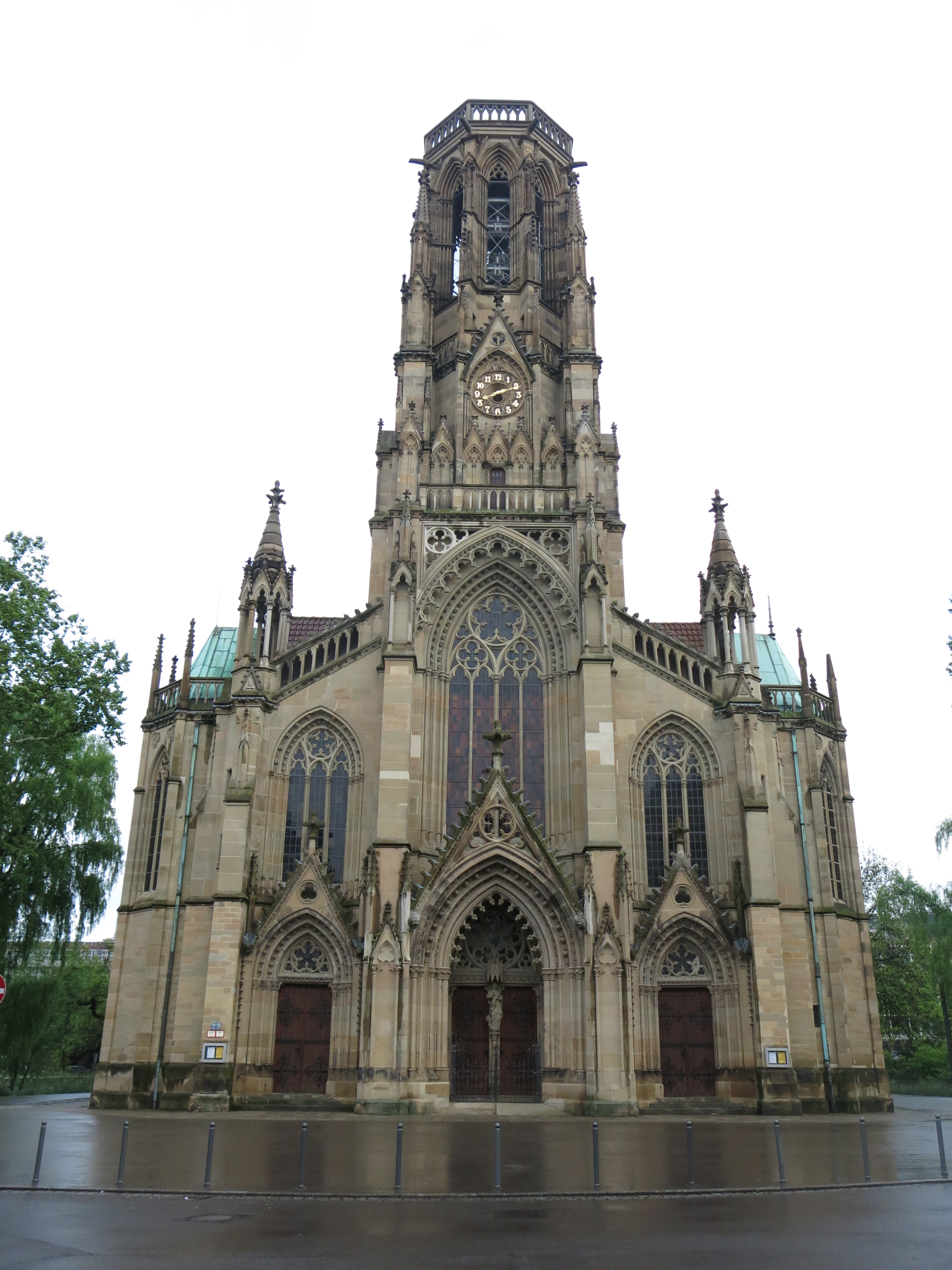
Fachada de la iglesia
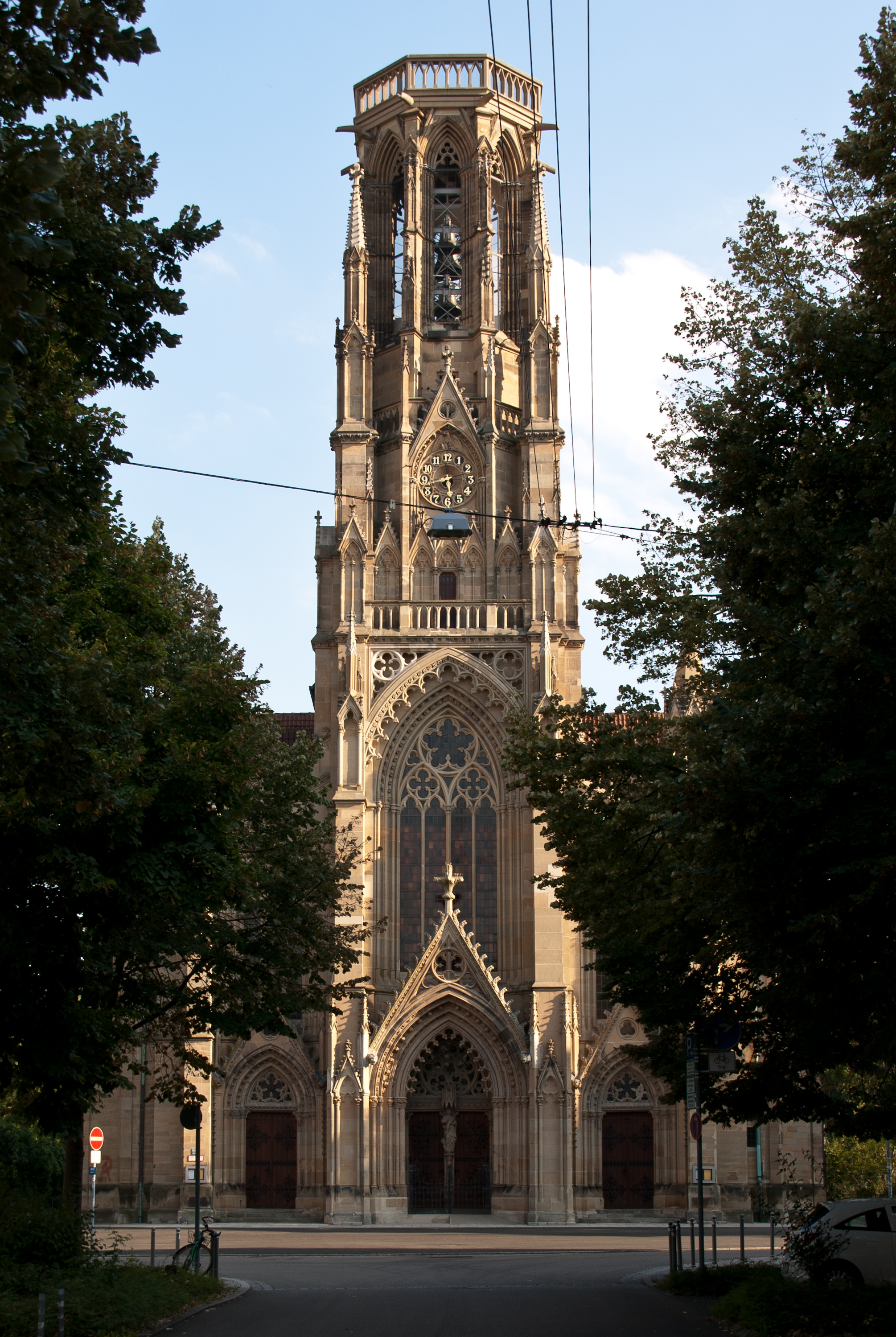
Vista lejana de la torre
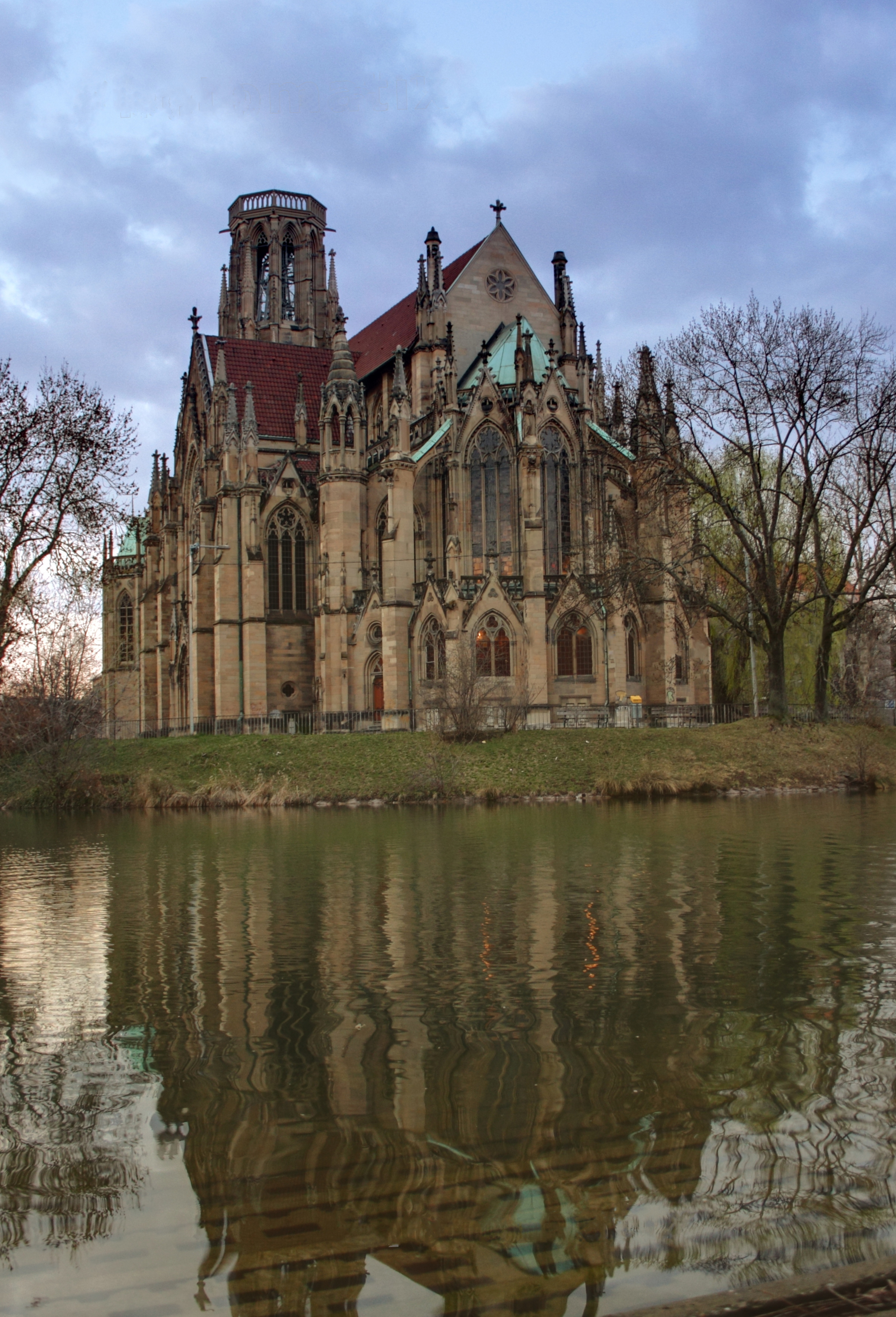
El ábside reflejada en el Feuersee
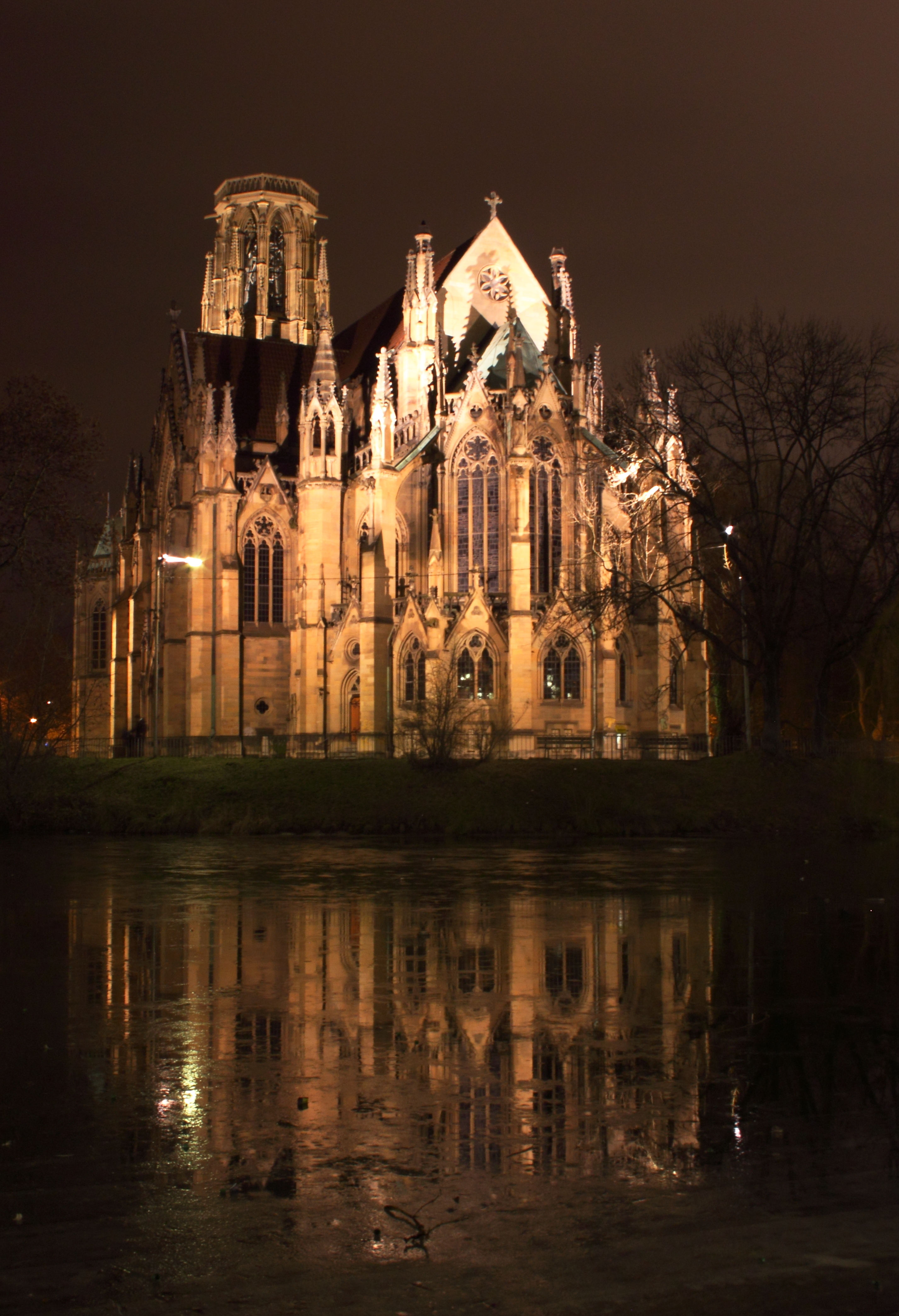
Vista nocturna de San Juan